# Hökhuvuds landskommun
Hökhuvuds landskommun var en tidigare kommun i Stockholms län. 

## Administrativ historik
Landskommunen bildades 1863 ur Hökhuvuds socken i Frösåkers härad i Uppland. Vid kommunreformen 1952 uppgick denna landskommun i Frösåkers landskommun som 1957 uppgick i Östhammars stad  som 1971 ombildades till Östhammars kommun samtidigt som området övergick till Uppsala län.

## Politik

### Mandatfördelning i Hökhuvuds landskommun 1942-1946
| 12 | 1 | 7 |

| 20 |

| 12 | 8 |

| 20 |